# Anthophora trilineata
Anthophora trilineata là một loài Hymenoptera trong họ Apidae. Loài này được Pérez mô tả khoa học năm 1906.